# 순천 송광사 고려고문서
순천 송광사 고려고문서(順天松廣寺高麗古文書)는 대한민국 전라남도 순천시 송광사에 소장되어 있는 고려 시기의 문서 2점으로, 고려 시기 묵으로 쓴 글씨가 남아 있는 희귀한 자료이며, 당시의 사회 모습을 알 수 있는 문화재로서 평가받고 있다.

## 내용
고려고문서는 문서 2개를 아우르는 단어이며, 하나는 수선사형지기, 다른 하나는 노비첩이다.

### 수선사형지기
고종 시기인 1221년부터 1226년 사이 송광사의 재산 현황표인 형지안(形止案)이 기록된 문서이다. 두루마기 형태의 문서이며, 앞쪽이 약간 손상되어 있다. '수선사'는 지눌이 송광사에서 결성했던 '수선결사'라는 뜻으로, 수선사는 송광사의 예전 이름이다. 본문에는 수선사의 창건 연혁을 시작으로, 가람의 규모 및 배치, 승려 수, 토지나 노비 등 재산 목록, 작성한 관원이 적혀 있으며, 현재까지 남아 있는 유일한 수선사와 관련한 문헌이기 때문에 당시 수선사의 규모, 대장경의 관리 등을 연구할 때 중요하게 다루어지고 있는 데 더해, 수선사와 고려 정부 사이의 관계를 유추할 수 있을 정도로 자세한 내용이 실려 있다. 다른 문헌에서 등장하지 않는 촌과 부곡의 지명이 등장하기도 한다.

### 노비첩
충렬왕 7년 (1281년) 원오국사 천영이 노비를 사찰 소유로 바꾸는 것에 대한 허가를 받기 위해 보낸 문서로, 종이 1장으로 이루어져 있으며, 모든 글자를 판독할 수 있을 정도로 보존 상태가 좋다. 내용 중에는 원오국사의 부친이 원오국사에게 노비를 상속해 주었다는 언급이 있어, 고려 시대 출가한 경우에도 재산 상속은 이루어졌음을 유추할 수 있다. 문서의 마지막에는 고려 후기 문신 조인규의 서명이 있다.